# 總統府原住民族歷史正義與轉型正義委員會
總統府原住民族歷史正義與轉型正義委員會，簡稱原住民族歷史正義與轉型正義委員會、原住民轉型正義委員會、原轉會，是中華民國總統府任務編組之一，於2016年12月前由臺灣原住民族（已被官方承認的原住民族）及平埔族群（未被官方承認的原住民族）推舉產生委員，人選以民族和部落的共識為基礎；委員會編制29至31人，其中原住民族十六族代表各一人、平埔族群代表三人。
總統府原住民族歷史正義與轉型正義委員會之宗旨為實踐原住民族轉型正義，主要任務包含：揭露歷來因外來政權或外來移民導致原住民族權利受侵害、剝奪之歷史真相；對原住民族受侵害之權利，規劃回復或賠償措施；檢視對原住民族造成歧視或違反《原住民族基本法》之法律與政策，並提出修改建議；積極落實《聯合國原住民族權利宣言》與各項相關之國際人權公約等。

## 法源依據
2016年8月1日，總統蔡英文核定《總統府原住民族歷史正義與轉型正義委員會設置要點》，總統府原住民族歷史正義與轉型正義委員會委員人數為29至31人，其中原住民族16族代表各1人、平埔族群代表3人。
2016年9月20日，原住民族委員會令，訂定發布《總統府原住民族歷史正義與轉型正義委員會原住民族代表推舉作業原則》，並自即日生效。

## 歷史
2016年7月，民主進步黨版《促進轉型正義條例草案》引發國立政治大學臺灣史研究所教授戴寶村、國立清華大學科技法律研究所教授黃居正、國立東華大學族群事務與發展學系教授施正鋒、國立東華大學族群關係與文化學系教授謝若蘭等泛綠學者的質疑，總統府緊急提出在總統府底下設立「原住民族轉型正義委員會」以化解衝突。施正鋒批評，在總統府底下設立原住民族轉型正義委員會，雖然位階很崇高，但就像總統府人權諮詢委員會一樣沒有調查權，是空的。
2016年8月1日原住民族日，中華民國總統蔡英文以國家元首身分代表政府向原住民族道歉，並宣布將設置「總統府原住民族歷史正義與轉型正義委員會」，親自擔任召集人，與原住民族各族代表共同追求歷史正義。
2016年12月1日，總統府公布原住民族歷史正義與轉型正義委員會各族代表推舉結果，各族代表僅剩卑南族代表尚未推舉完成。
2016年12月27日，總統府原住民族歷史正義與轉型正義委員會預備會議，蔡英文分送總統府原住民族歷史正義與轉型正義委員會委員聘書，原住民族委員會主任委員兼總統府原住民族歷史正義與轉型正義委員會副執行秘書夷將·拔路兒作「原住民族歷史正義與轉型正義推動架構」專案報告。
2017年2月14日，原住民族委員會發布《原住民族土地或部落範圍土地劃設辦法》，排除私有土地劃入臺灣原住民族傳統領域，引發原住民團體抨擊是讓美麗灣渡假村爭議等土地開發爭議「就地合法」、限縮原住民族傳統領域。2017年3月4日，總統府原住民族歷史正義與轉型正義委員會12位委員發表連署聲明批評，《原住民族土地或部落範圍土地劃設辦法》排除私有土地劃入臺灣原住民族傳統領域，違背《聯合國原住民族權利宣言》第32條保障原住民族土地權的主張，也違背2016年8月1日蔡英文向原住民族道歉的承諾，更違背總統府原住民族歷史正義與轉型正義委員會成立的精神。
2017年3月17日，針對《原住民族土地或部落範圍土地劃設辦法》排除私有土地劃入原住民族傳統領域，總統府副秘書長兼總統府原住民族歷史正義與轉型正義委員會執行秘書姚人多說，過去沒有哪一任政府會以總統府的高度來處理原住民族轉型正義問題，但「轉型正義不是變魔術」，需要時間和社會溝通，從公有地著手劃設已是跨出重要一步；政府推動轉型正義是為了和解、不是為了製造衝突，「不能陷原住民於不義」。
2017年3月20日，總統府原住民族歷史正義與轉型正義委員會第一次委員會議，蔡英文全程參與，會後由瓦歷斯·貝林、浦忠成、姚人多與夷將·拔路兒召開記者會說明會議內容。蔡英文主持第一次委員會議，她致詞時說，「原轉會的目標，就是要釐清歷史真相、促進社會溝通，然後提出適當的政策建議，讓臺灣社會走向和解」。浦忠成說，針對原住民族傳統領域議題，有17名委員發言，全體委員都同意“傳統領域是完整的歷史事實”；對於《原住民族土地或部落範圍土地劃設辦法》，4位委員表態希望《劃設辦法》暫緩施行，9位委員支持分階段劃設、但是《劃設辦法》先上路再持續討論私有土地劃設方式，4位委員沒有明確表示意見。 
2017年5月3日，總統府公布原住民族歷史正義與轉型正義委員會5個主題小組的召集人名單：土地小組召集人蔡志偉（賽德克族，國立東華大學法律學系教授），文化小組召集人林志興（卑南族，國立臺灣史前文化博物館副館長），語言小組召集人童春發（排灣族，國立東華大學原住民民族學院院長、中央研究院民族學研究所兼任研究員），歷史小組召集人林素珍（阿美族，國立東華大學族群關係與文化學系教授），和解小組召集人謝若蘭（西拉雅族，國立東華大學族群關係與文化學系教授）。
2017年5月18日，施正鋒說，民主進步黨宣稱原住民族土地爭議是日本殖民時代造成，故不願處理此類爭議；總統府原住民族歷史正義與轉型正義委員會設在總統府，既沒有調查權、也缺乏國會監督，只是每年開形式上幾次記者會，是一個空機關。
2017年6月30日，總統府原住民族歷史正義與轉型正義委員會第二次委員會議，完全沒有將《原住民族土地或部落範圍土地劃設辦法》排入議程。2017年7月1日，原住民族轉型正義小教室批評，總統府原住民族歷史正義與轉型正義委員會是蔡英文唯一認可的原住民族轉型正義平台，不積極處理原住民族傳統領域問題，仍然是令人失望的「原地空轉」。
2017年7月24日，81原住民族轉型正義聯盟舉辦記者會，呼籲總統府原住民族歷史正義與轉型正義委員會擺脫行政機關箝制，真正代表原住民族向國家對話，讓原住民族轉型正義得以落實。施正鋒在會中直言，民主進步黨認為，原住民族轉型正義與針對兩蔣政權的轉型正義不同，也有學者認為原住民族被壓迫的歷史與兩蔣非屬同一個時代，因而原住民族被壓迫史不能放入國家人權博物館；但已有許多國家針對過往政權屠殺殖民地人民的行為道歉，這些學者在民主進步黨執政後已淪為當政者的幫兇。
2017年8月1日，原住民族民族議會聯合行動、台灣原住民族政策協會等團體舉辦記者會質疑，總統府原住民族歷史正義與轉型正義委員會不僅未發揮功能，更淪為政績宣導、替行政機關背書的公共關係部門。行政院政務顧問伊凡·諾幹承認，這一年來，蔡英文政府不但未積極處理《原住民族土地或部落範圍土地劃設辦法》爭議與亞洲水泥採礦權展延爭議，甚至也沒有將原住民族轉型正義的議題納入《促進轉型正義條例》。國立東華大學民族事務與發展學系副教授陳張培倫表示，蔡英文把總統府原住民族歷史正義與轉型正義委員會當成任務編組，不走法制化路線，而且人治色彩太重，運作模式沒有明確法源依據。淡江大學教授包正豪表示，2016年8月1日後，蔡英文政府開始推託所有對原住民族權利保障的承諾，蔡英文的承諾沒有一項完成，證明所有道歉都是政治姿態、不過想搏個「進步」名聲。
2018年8月2日，原住民族民族議會聯合行動舉辦記者會表示，蔡英文政府的實際作為與蔡英文對原住民族釋出的善意並不相符，總統府原住民族歷史正義與轉型正義委員會必須擁有議事主導權、組織主導權與調查權。
2018年8月13日，輔仁大學法律學系教授吳豪人說，總統府原住民族歷史正義與轉型正義委員會隸屬於總統府，形式上可看到政府對原住民族轉型正義的重視，過去與原住民族相關的立法相較其他國家也堪稱進步，實際執行起來卻不是這麼一回事。國立暨南國際大學原住民文化專班助理教授莎瓏·伊斯哈罕布德質疑，原住民族委員會預告將修改《諮商取得原住民族部落同意參與辦法》，與《原住民族土地或部落範圍土地劃設辦法》一樣未經總統府原住民族歷史正義與轉型正義委員會討論，是否證明總統府原住民族歷史正義與轉型正義委員會只是沒有實質作用的政治花瓶。
2024年7月31日，總統府發言人郭雅慧表示，總統府原住民族歷史正義與轉型正義委員會已完成階段性任務，行政院原住民族基本法推動會將持續深化、推動原住民希望工程。